# Kim Deal
Kimberly Ann Deal (Dayton (Ohio), 10 juni 1961) is een Amerikaans zangeres, bassist en gitarist, vooral bekend als lid van de alternatieve rockbands Pixies en The Breeders.

## Biografie
Deal en haar identieke tweelingzus Kelley Deal werden geboren in Ohio in 1961. In 1985 trouwde ze met John Murphy en verhuisde het echtpaar naar Boston.

### Muzikale carrière
In januari 1986 werd Deal lid van Pixies nadat ze reageerde op een advertentie in de Boston Phoenix, waarin Black Francis en Joey Santiago op zoek waren naar een bassist. Hoewel Deal eigenlijk een gitariste was werd ze aangenomen en raadde ze David Lovering aan als drummer, een vriend van haar echtgenoot.
Interne spanningen en ruzies tussen Deal en Francis betekenden in 1993 uiteindelijk het einde van Pixies. Hierna richtte zij zich op de band The Breeders, die ze samen met haar tweelingzus had opgericht. In deze band is ze de leadzangeres en slaggitarist. In 1994 kwam deze band tot stilstand vanwege Kelleys heroïneverslaving. 
In 2004 keerde Deal terug naar Pixies voor een succesvolle reünietour. In de jaren daarop bleef ze met Pixies geregeld optreden.
Op 14 april 2013 maakten de drie overgebleven Pixies bekend dat Deal de band had verlaten. Na haar vertrek heeft ze zich gericht op solomateriaal en The Breeders.
In november 2024 bracht ze haar eerste soloalbum Nobody Loves You More uit.
- Biblioteca Nacional de España: XX1427430
- Bibliothèque nationale de France: cb139945997 (data)
- Gemeinsame Normdatei: 134988094
- International Standard Name Identifier: 0000 0003 6596 9501
- Library of Congress Control Number: no2009158616
- MusicBrainz: 760e4df4-e851-46c8-b34d-afa2e9706831
- Nationale Bibliotheek van Tsjechië: xx0036741
- Nationale Bibliotheek van Israël: 987012385154305171
- Nederlandse Thesaurus van Auteursnamen: 142755842
- Système universitaire de documentation: 157473910
- Virtual International Authority File: 230768366
- WorldCat: E39PBJjHhdqYCC7cRQGQGd6Myd